# Велошлем

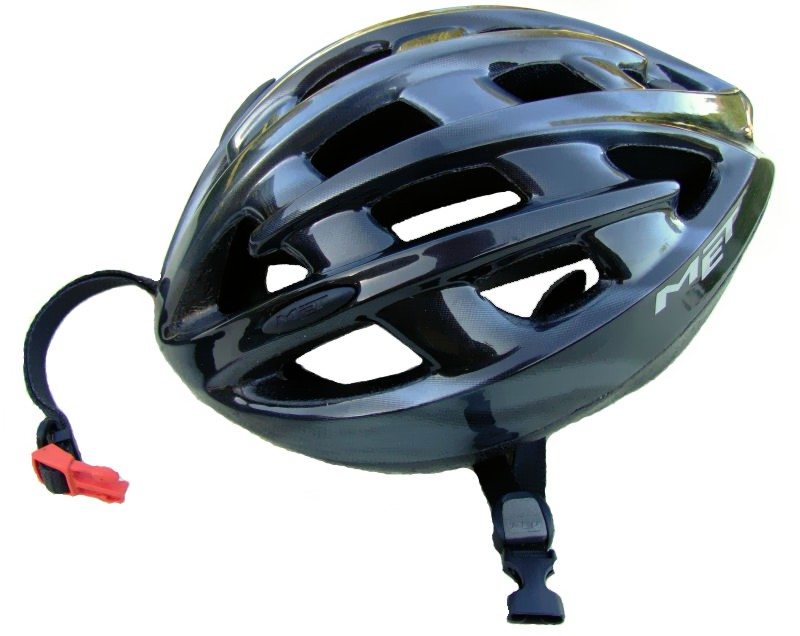
Велошлем для шоссейных и кросс-кантрийных гонок.

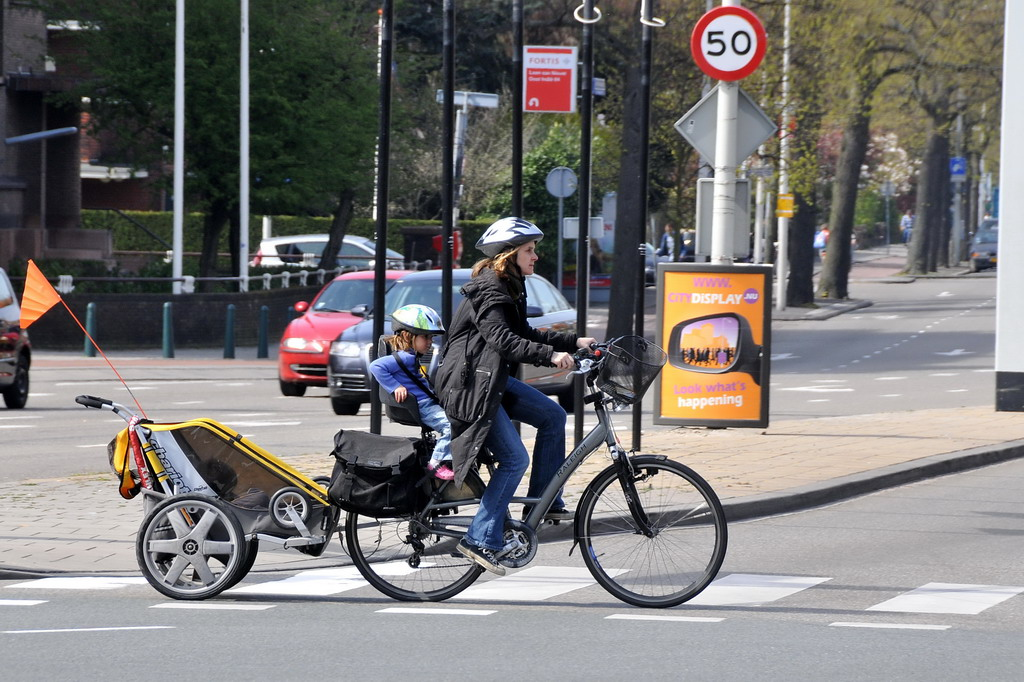
женщина с ребёнком в шлемах на велосипеде

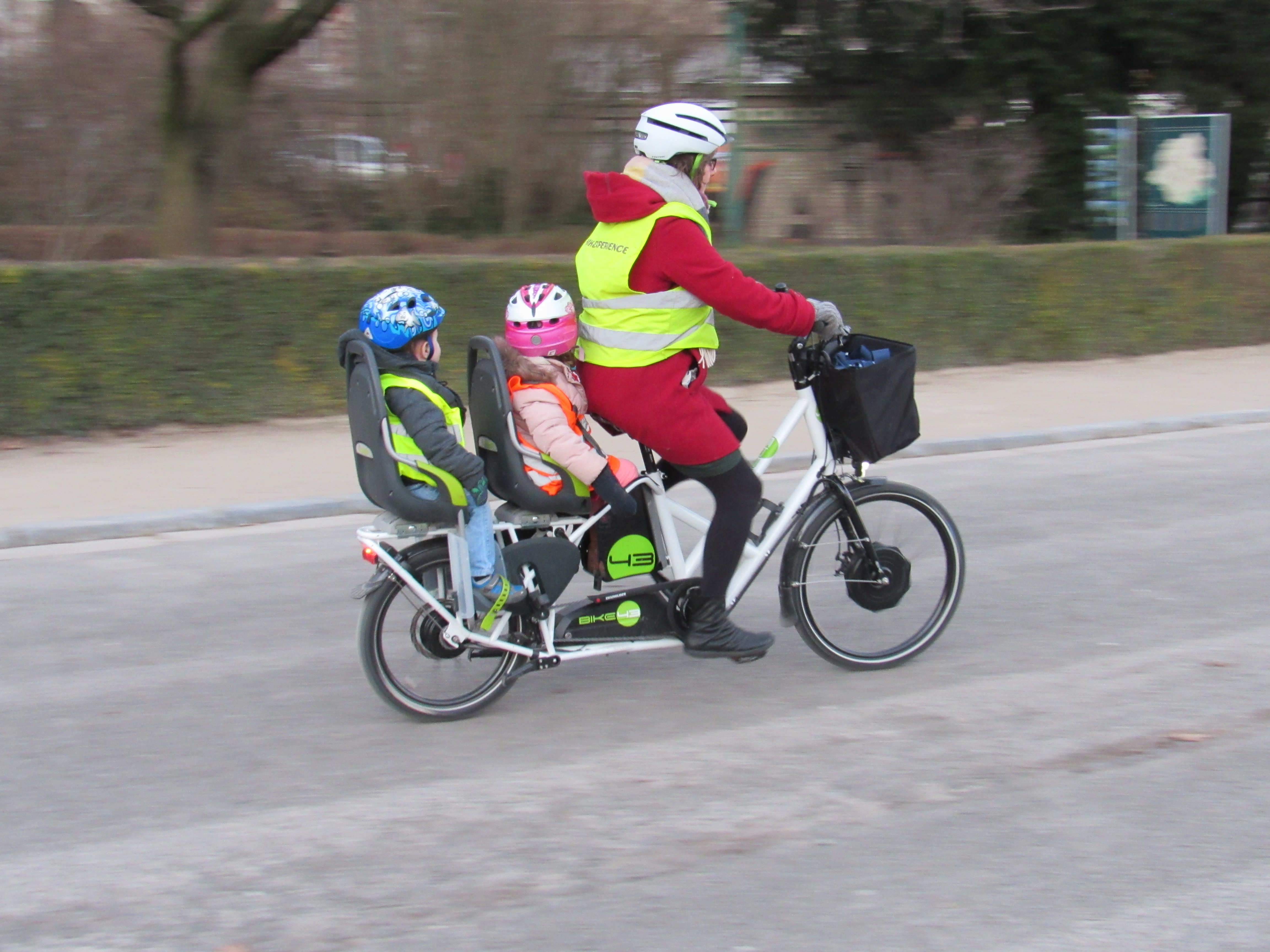
женщина с детьми на электровелосипеде с велошлемами и светоотражающими жилетами, которые могут быть полезны в тёмное время суток

Велосипедный шлем или велошлем — часть экипировки велосипедиста, предназначенная для защиты головы от ударов при падениях и ДТП.

## Конструкция

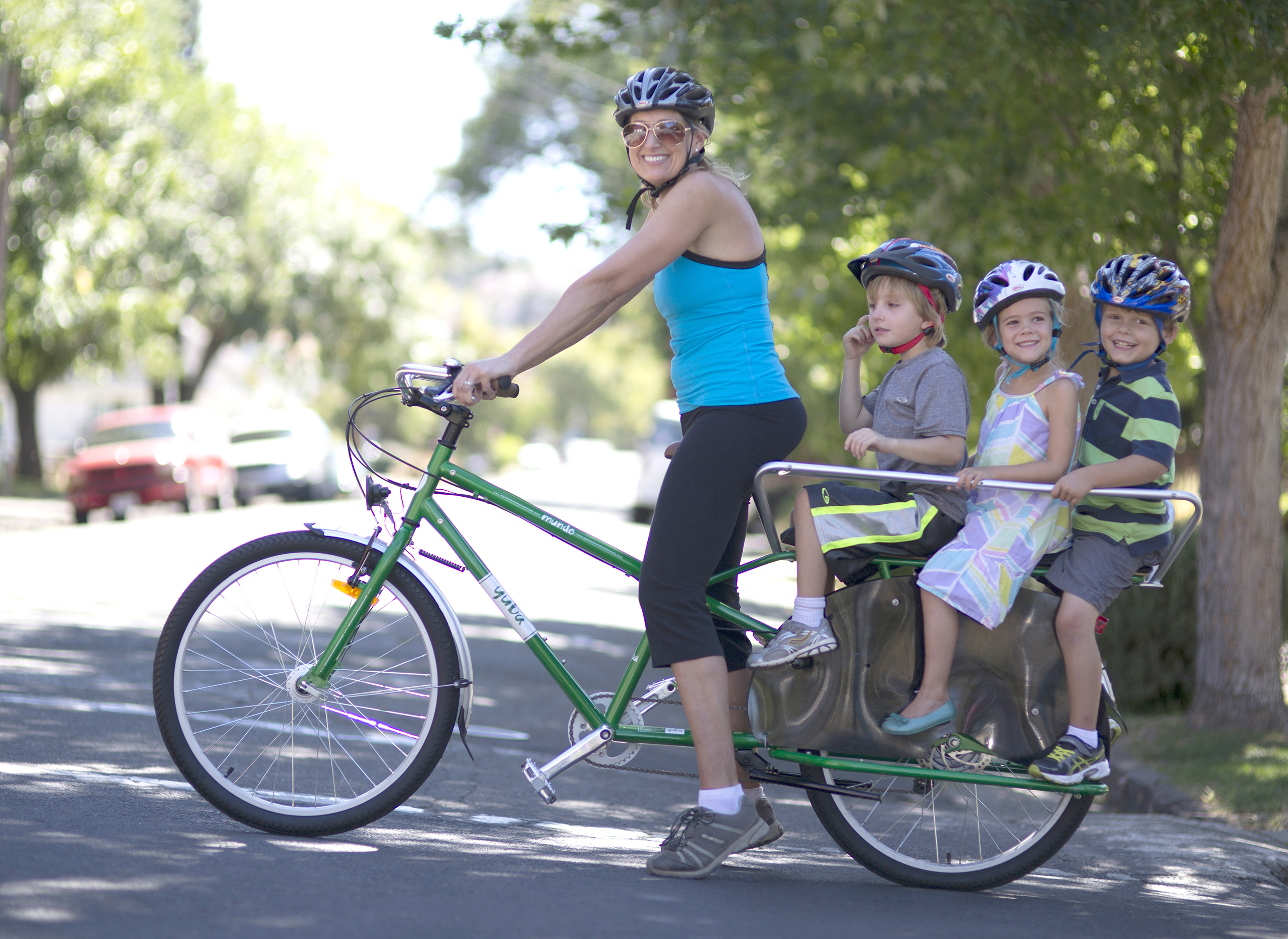
Женщина и трое детей в велошлемах

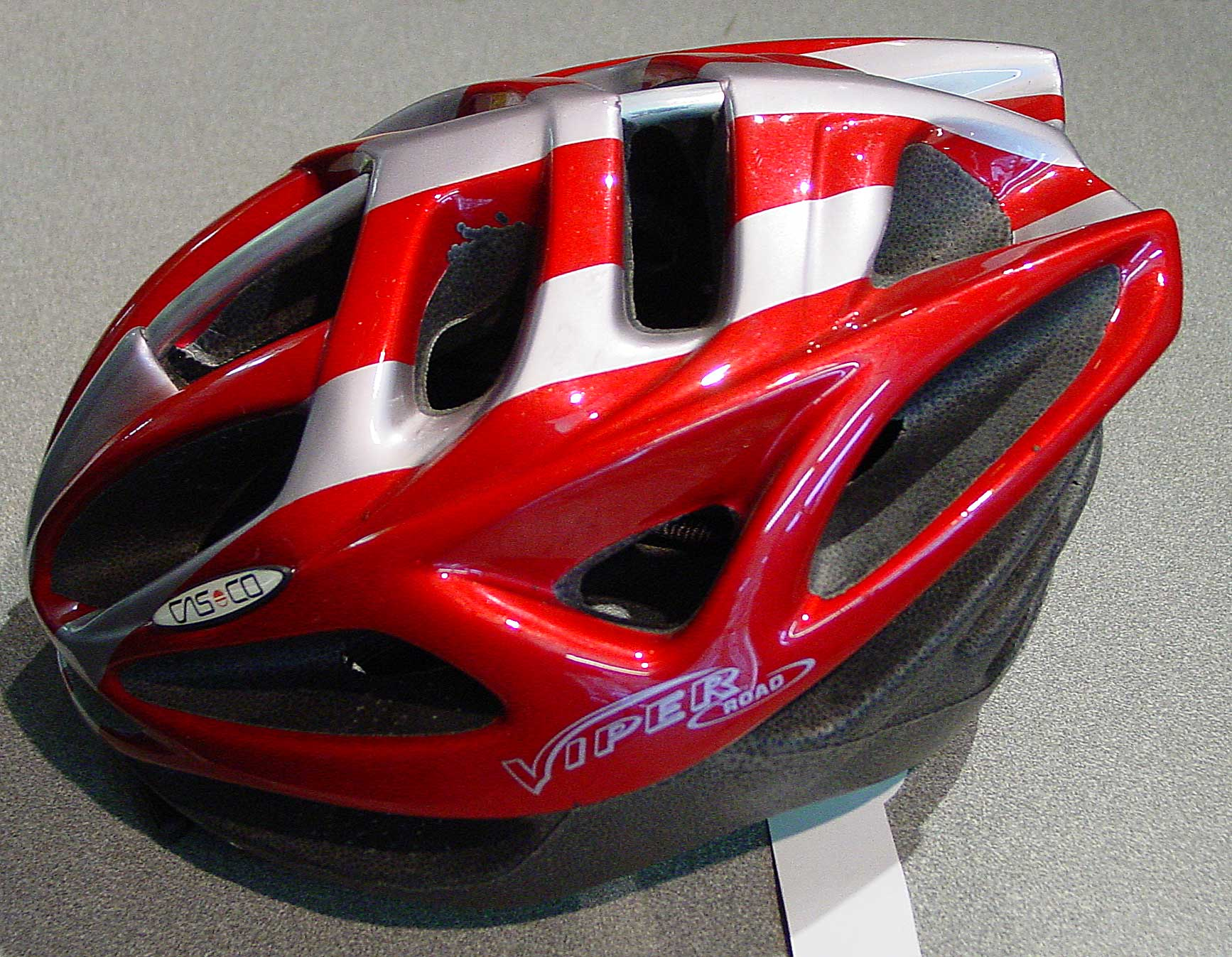
велошлем

Велошлем должен сочетать в себе лёгкость, прочность и обеспечивать хорошую вентиляцию, чтобы езда на велосипеде была комфортной.
Современный велошлем состоит из корпуса и элементов, позволяющих зафиксировать шлем на голове. Корпус изготавливается из пенополистирола, в оболочке из пластика. Пластик определяет внешний вид шлема (цвет, форма, вентиляционные отверстия) и обеспечивает распределение силы удара. Некоторые модели армируются углеродными или нейлоновыми волокнами.
Наиболее распространёнными являются велошлемы для шоссейных и кросс-кантрийных гонок. Такие велошлемы лёгкие, недорогие, а также обеспечивают хорошую защиту для спортсменов и любителей велосипедной езды. Типичная масса такого велошлема 250—300 граммов. Отдельные профессиональные модели, в которых сделан упор на уменьшение массы, весят лишь немного меньше, но стоят значительно дороже. Для экстремальной езды (даунхилл, BMX и т. п.) существуют специальные велошлемы с дополнительной защитой нижней челюсти (так называемые фуллфейсы). Для трековых гонок, гонок с раздельным стартом и прочих соревнований небольшой продолжительности применяют обтекаемые велошлемы без вентиляционных отверстий — такие велошлемы обеспечивают лучшую аэродинамику.

## Принцип действия
При ударе по голове в результате падения или столкновения с неподвижным препятствием или другим участником движения, ударная нагрузка воспринимается через пластиковую оболочку и частично гасится пенополистироловой массой корпуса шлема. Непогашенная нагрузка передаётся через прокладки на голову велосипедиста. Таким образом шлем при ударе перераспределяет нагрузку по всей поверхности головы и защищает кожу головы от царапин и разрывов.
При ударе шлем обычно разрушается и его следует заменить. При этом визуально шлем может казаться целым, но его пенополистироловая масса содержит сквозные трещины, что делает шлем неспособным к дальнейшему поглощению энергии удара. Существуют модели, заявляемые как многоразовые, но они значительно дороже, при том, что нет гарантии, что такой шлем не придётся, как и обычный, заменить после удара.

## Выбор и использование

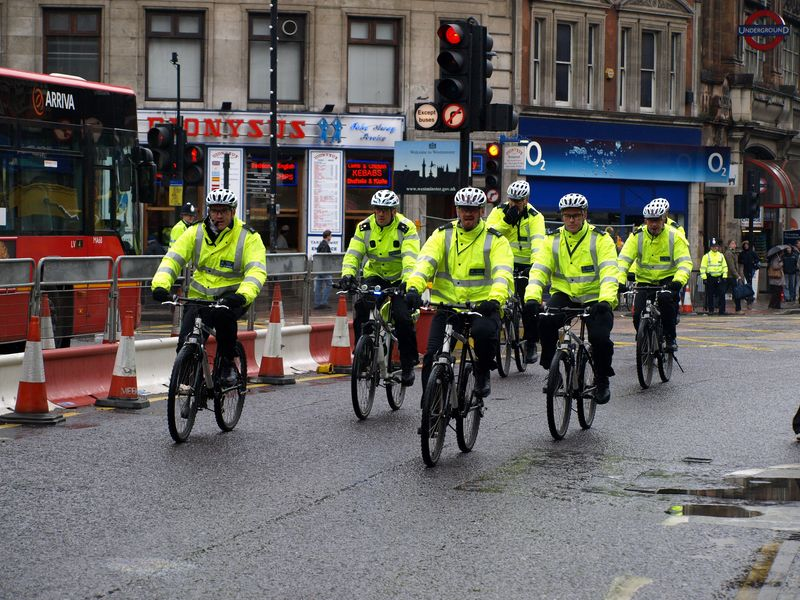
Велополиция Великобритании использует белые велошлемы и яркую одежду со светоотражающими элементами

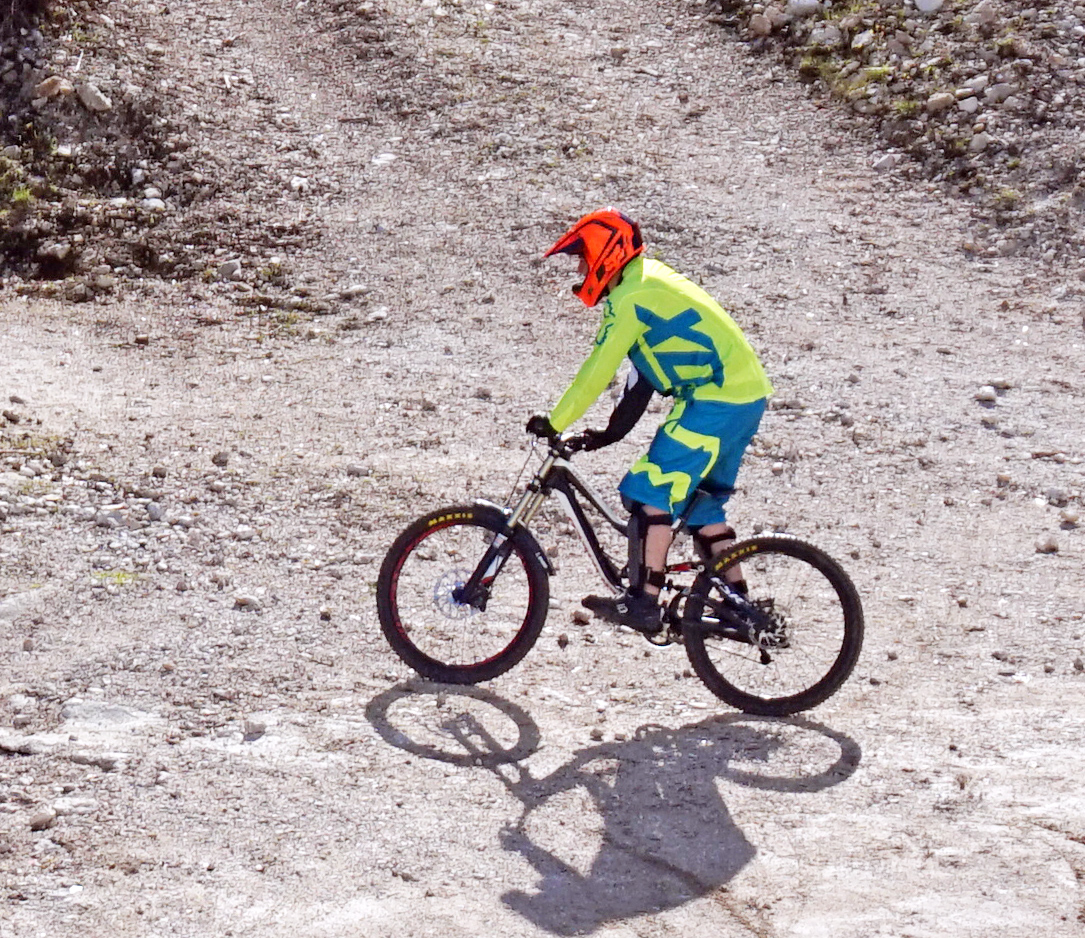
велогонщик в шлеме

Шлем следует выбирать по эстетическим параметрам (форма, расцветка) и размеру, после чего подгонять индивидуально с помощью предусмотренных конструкцией элементов. Неправильно подогнанный шлем создаёт дискомфорт при использовании и может не обеспечивать должной защиты. Производители рекомендуют регулярно менять шлем (в среднем — раз в три года), так как ультрафиолетовое излучение солнца ухудшает прочностные характеристики пластика.

## Виды

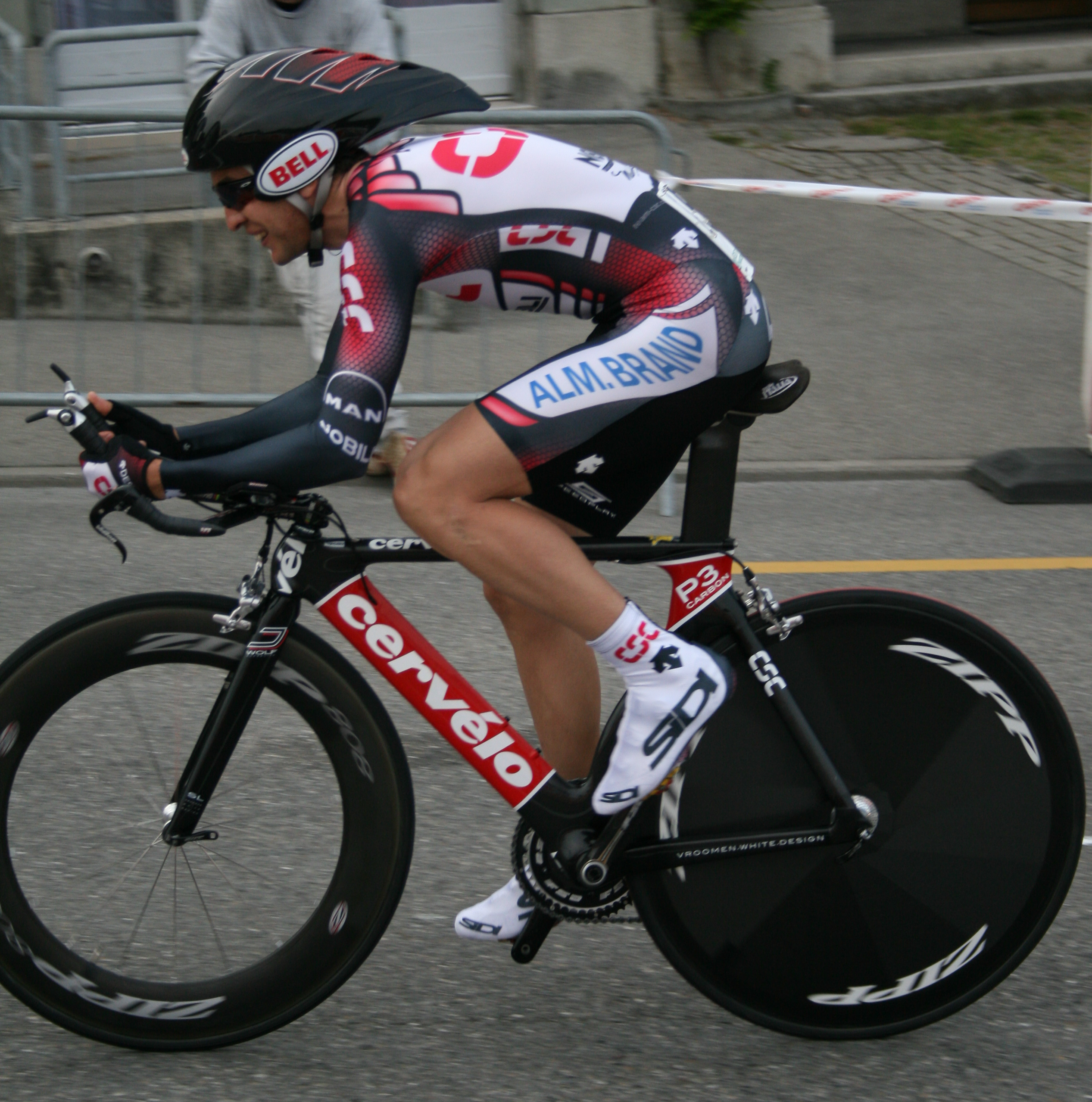
велогонщик Карлос Састре в велошлеме

Существует несколько разновидностей велошлемов.

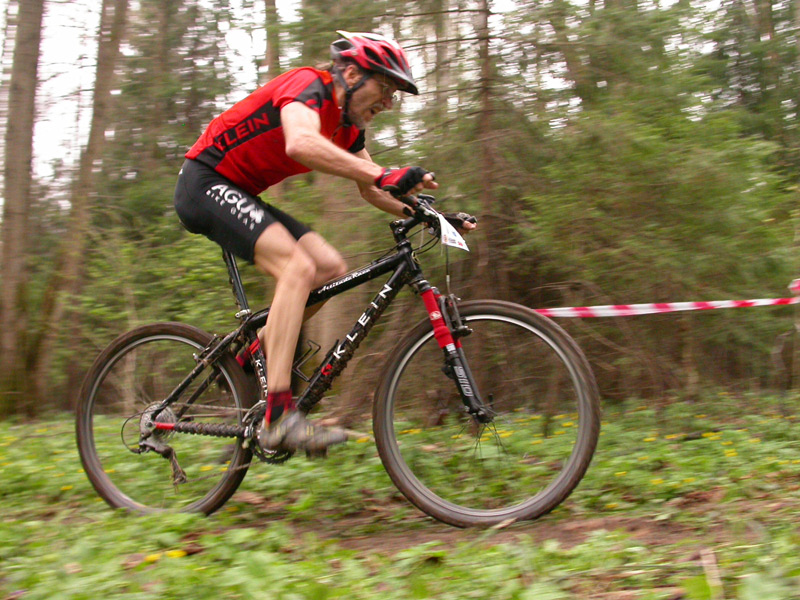
велогонщик в кросс-кантри шлеме

Кросс-кантрийный шлем (XC) — самый популярный, стал результатом эволюции шоссейного шлема. Используется для катания в дисциплине кросс-кантри.

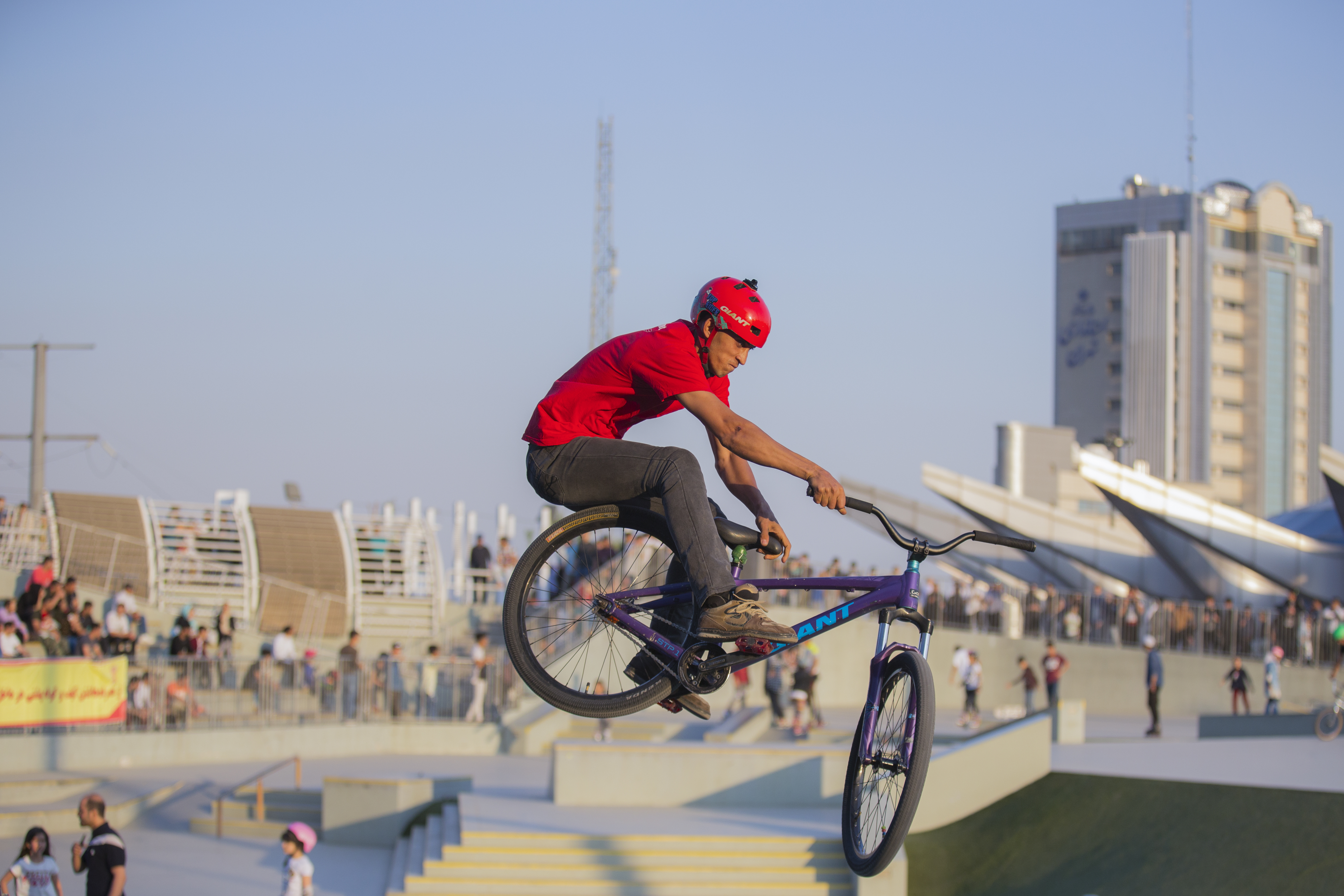
шлем-котелок (велосипедный мотокросс)

Котелок. Такие шлемы используют велосипедисты, катающиеся в дисциплинах Велосипедный мотокросс, стрит, дерт и т. д.

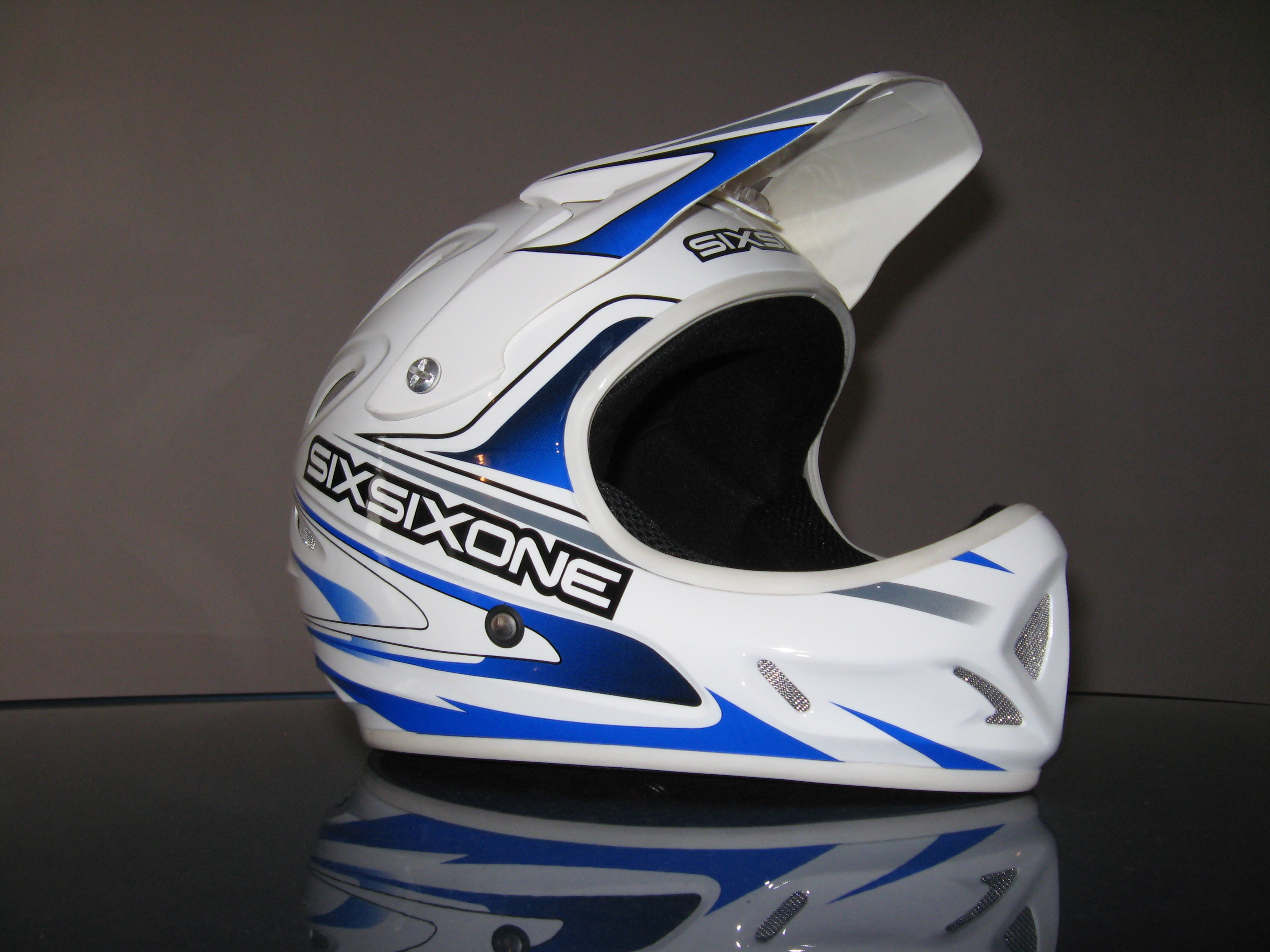
фуллфейс

Фуллфейс. Используется для экстремального катания, такого как даунхилл, фрирайд. И четвёртый вид — шлем для гонок с раздельным стартом (Time trial). Выполнен в форме капли, используется для скоростного катания на велотреке и т. д.

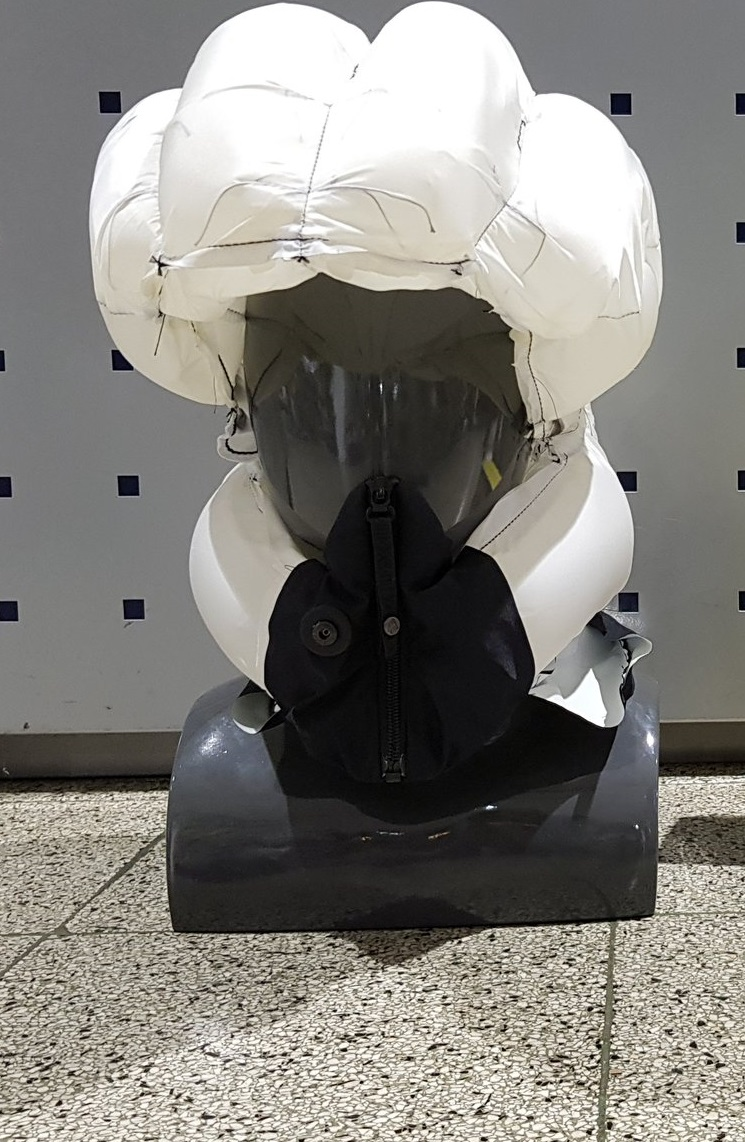
надувной велошлем, который работает, как подушки безопасности в автомобилях. Такой шлем находится в воротнике и надувается при резком изменении положения велосипедиста.

В 2010 году шведские конструкторы разработали надувные велошлемы, которые работают, как воздушные подушки безопасности в автомобилях. Такой шлем находится в воротнике и надувается при резком изменении положения велосипедиста.

## Законодательство

Не обязателен
обязателен по местным законам
обязательно только для детей
обязателен, но не везде, например на велодорожках или трассе
Обязательный, но без штрафов
Обязательный

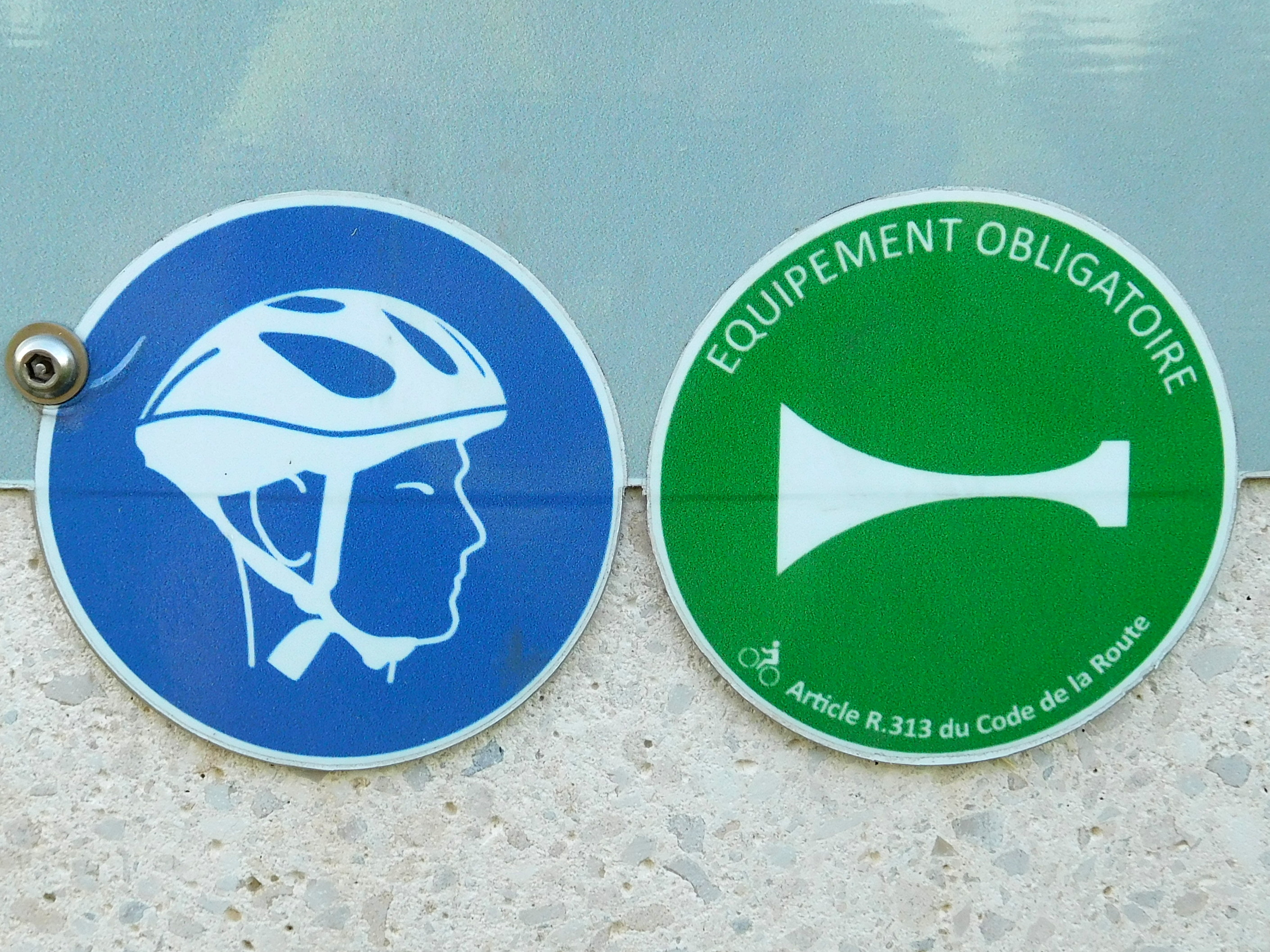
Дорожный знак во Франции обязывающий велосипедистов ездить по этой дороге в шлеме

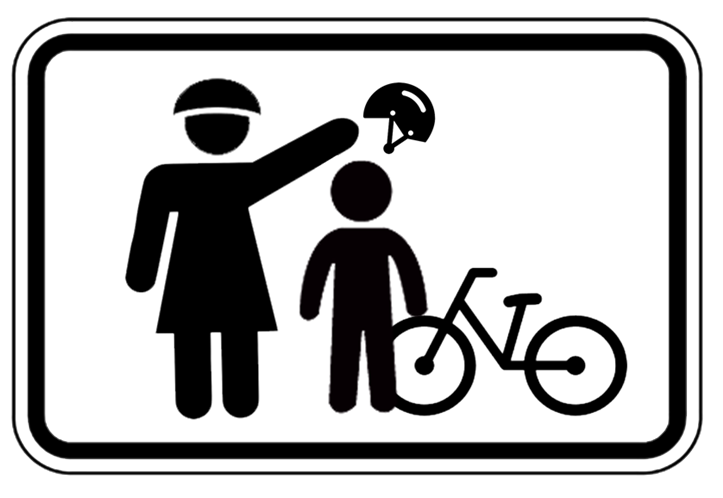
Дорожный знак в Германии призывающий родителей надевать детям велошлемы для их безопасности

Ношение велошлемов обязательное в Австралии, Новой Зеландии, Аргентине, во многих канадских провинциях, в некоторых графствах штата Вашингтон, а для детей до определённого возраста — во многих американских штатах.

### Новая Зеландия

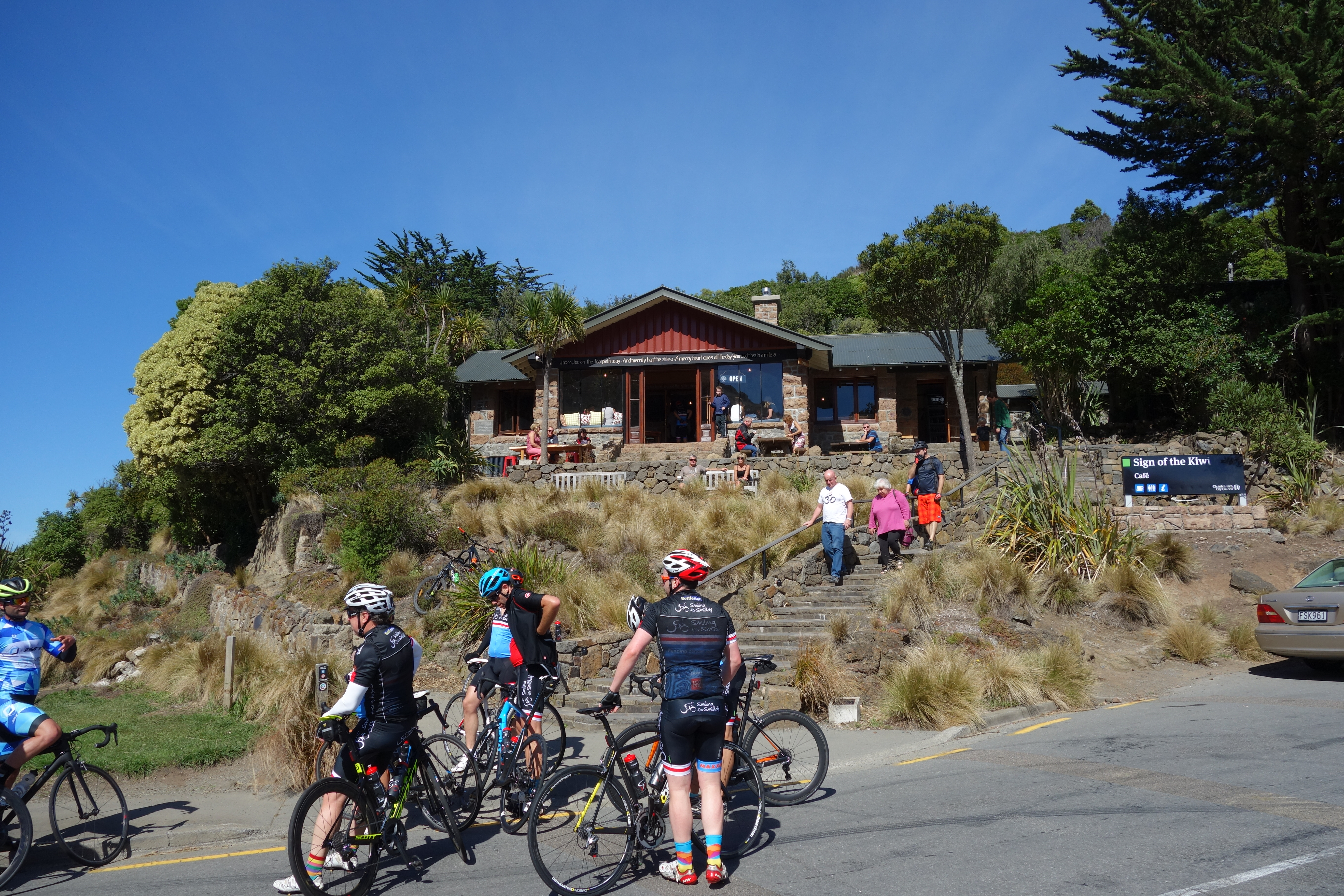
Велосипедисты в Новой Зеландии

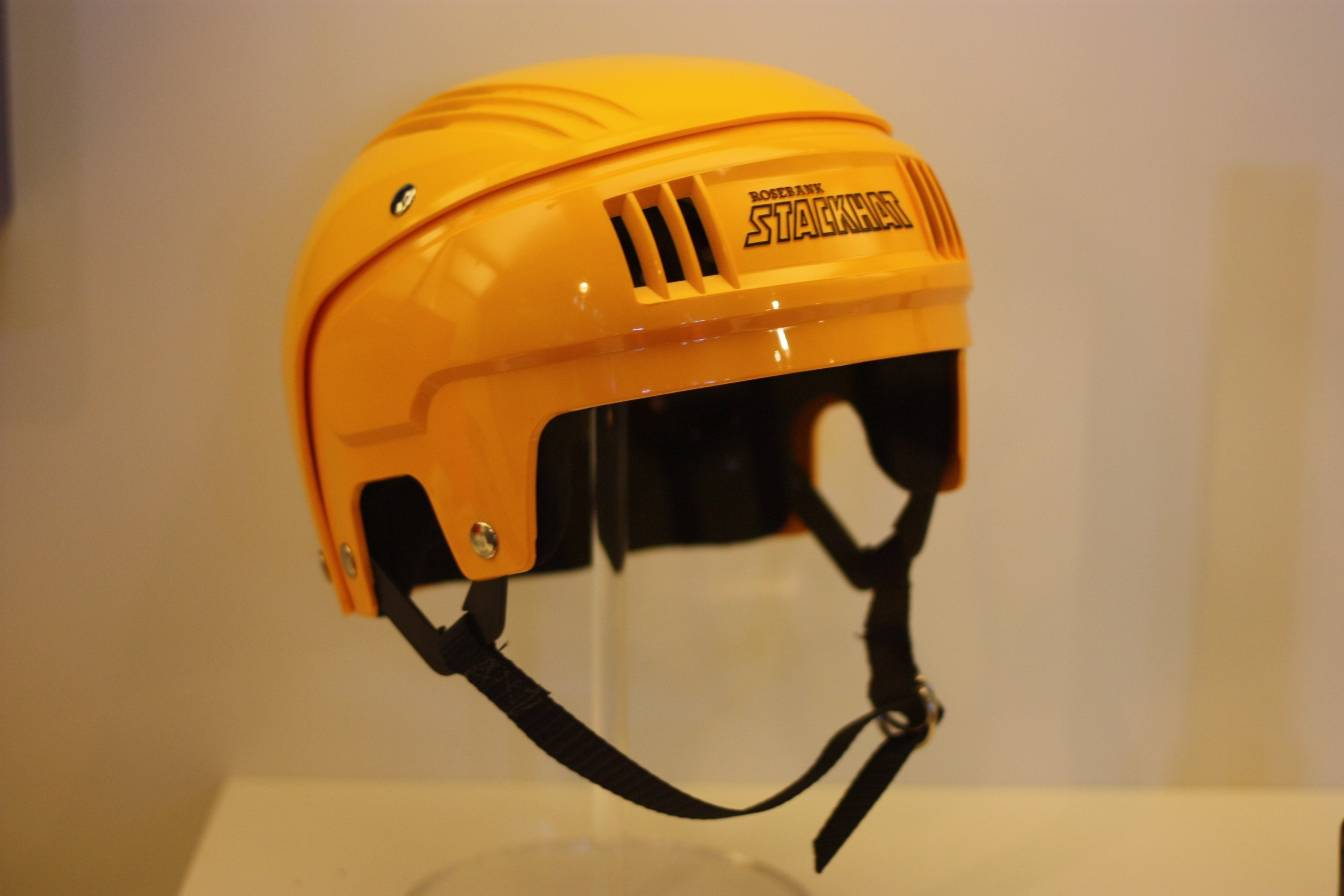
австралийский велошлем «Stackhat»

В Новой Зеландии велошлемы стали обязательны в 1994 году благодаря Ребекке Оатен, её называли женщина в шлеме. Её сын Аарон Оатен (1974—2010) стал парализованным и не мог говорить в 1986 году из-за того, что его сбил автомобиль, когда он ехал на велосипеде, он ударился головой о бетонный жёлоб. Лечащий врач сказал женщине, что её сын не стал бы инвалидом, если бы он был в шлеме. Ребекка Оатен добилась того, что велошлемы стали обязательны для всех новозеландцев с 1994 года, и количество травм и смертей велосипедистов стало намного меньше. Её сын умер в 37 лет, в 2010 году.
С 1980 по 1989 год — погибло 223 велосипедистов.
С 1990 по 1999 год — погибло 172 велосипедистов.
С 2000—2009 год — погибло 107 велосипедистов.
С 2010—2017 год — погибло 74 велосипедиста.
По мнению критиков в Новой Зеландии благодаря этому закону уменьшилось количество велосипедистов, что для безопасности нужны велодорожки, которые минимизируют столкновение велосипедистов с автомобилями и мотоциклами.
Только 2 % велосипедистов платили штрафы за отсутствие велошлема, 55 новозеландских долларов.

## Значение шлема
Защита головы от ударов, как и мотошлем.
В случае ДТП или падения с велосипеда меньшие шансы получить сотрясение мозга или получить перелом черепа, меньше шансов погибнуть от травмы головы или стать инвалидом из-за черепно-мозговой травмы, меньше шансов стать парализованным до конца жизни. Особенно важно использование велошлема при езде на дорогах с твёрдым покрытием на асфальте и бетоне, так как удар не защищенной головой о твёрдую поверхность может закончиться смертью или тяжёлой травмой.

## Недостатки велошлемов

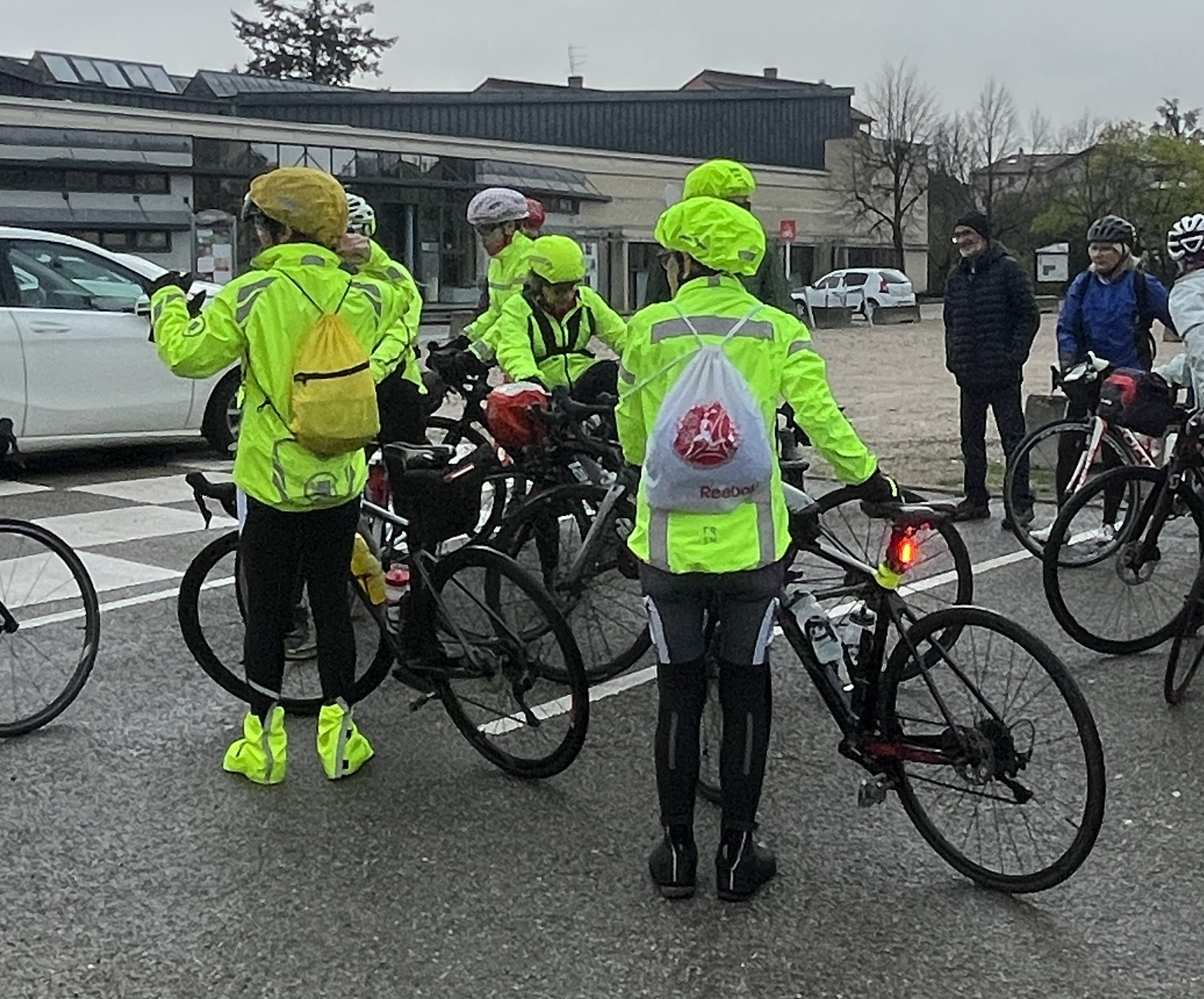
женщины в велошлемах с чехлами
от дождя

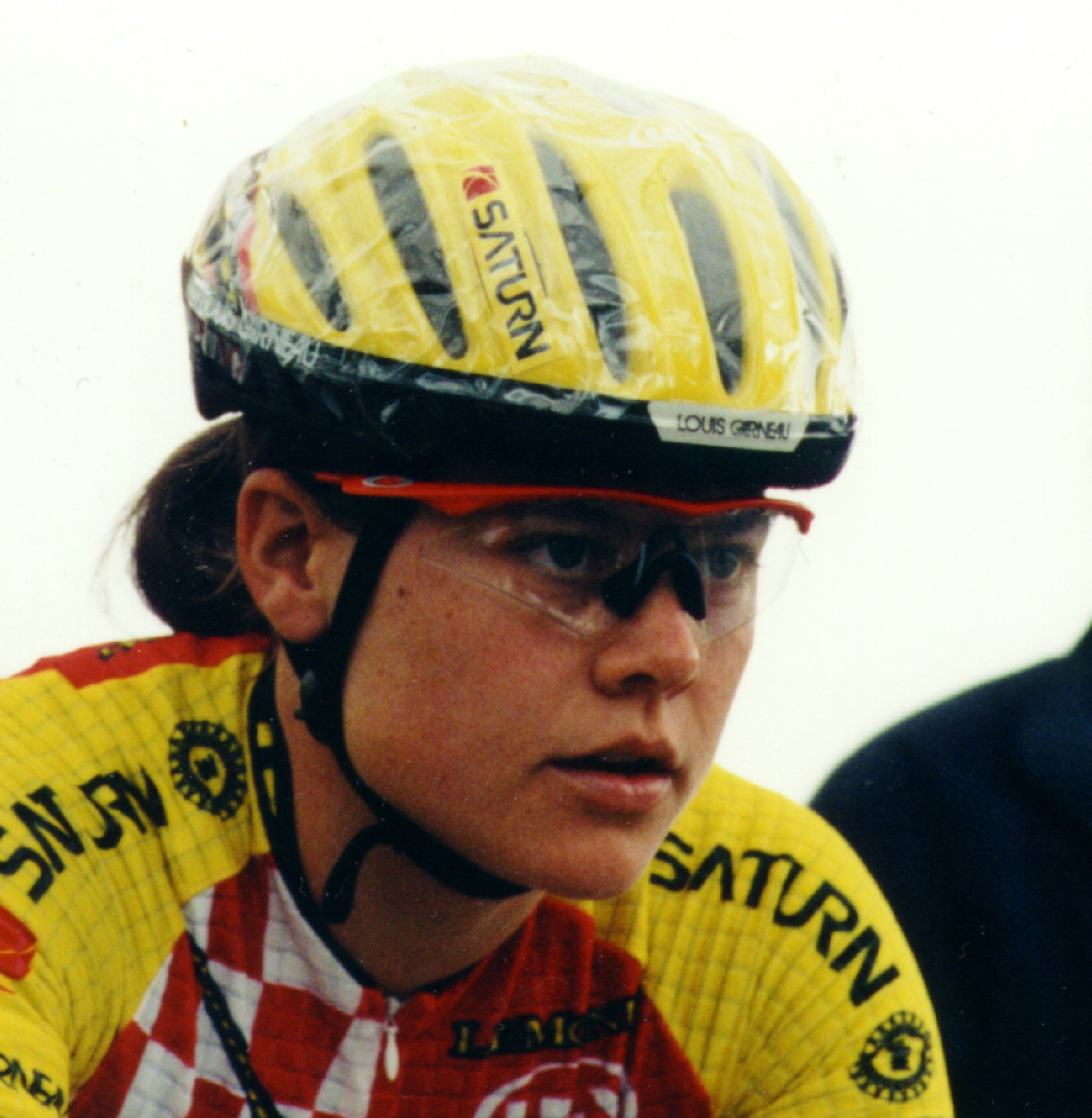
женщина в велошлеме с прозрачным чехлом от дождя

Велошлем старого образца с отверстиями  в шлеме для вентиляции не защищает голову от дождя, поэтому нужно докупить чехол для велошлема от дождя, также во время падения на что-нибудь острое и выступающее можно повредить голову. 
Мотошлем лучше защищает голову.

## Велошлем в велоспорте
Ношение велошлема в велоспорте обязательно с 2003 года после смерти от столкновения с другим велосипедом и падения на асфальт казахского велогонщика Андрея Кивилёва.

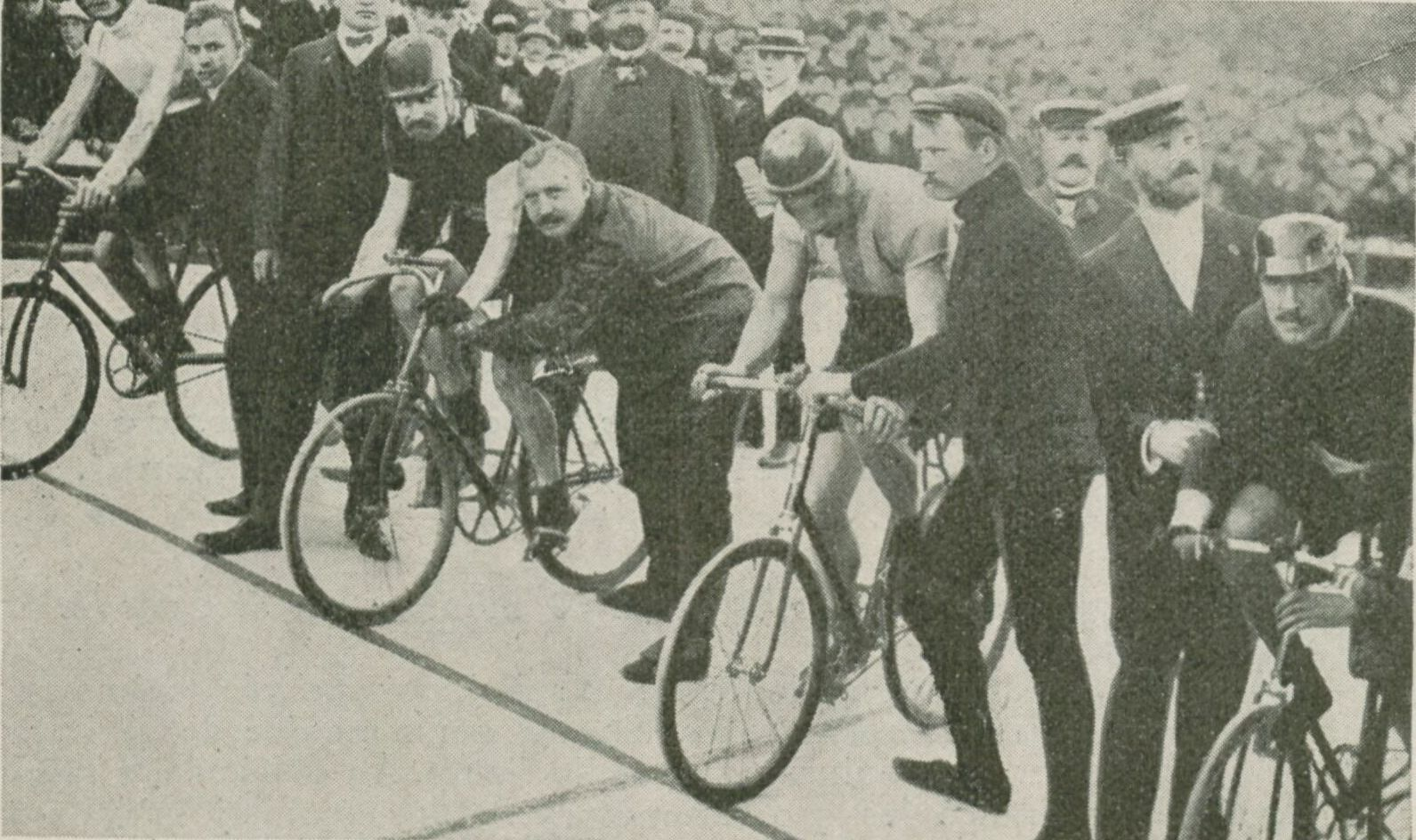
1906 год велоспортсмены в шлемах, возможно это и есть первое применение велошлема в спорте
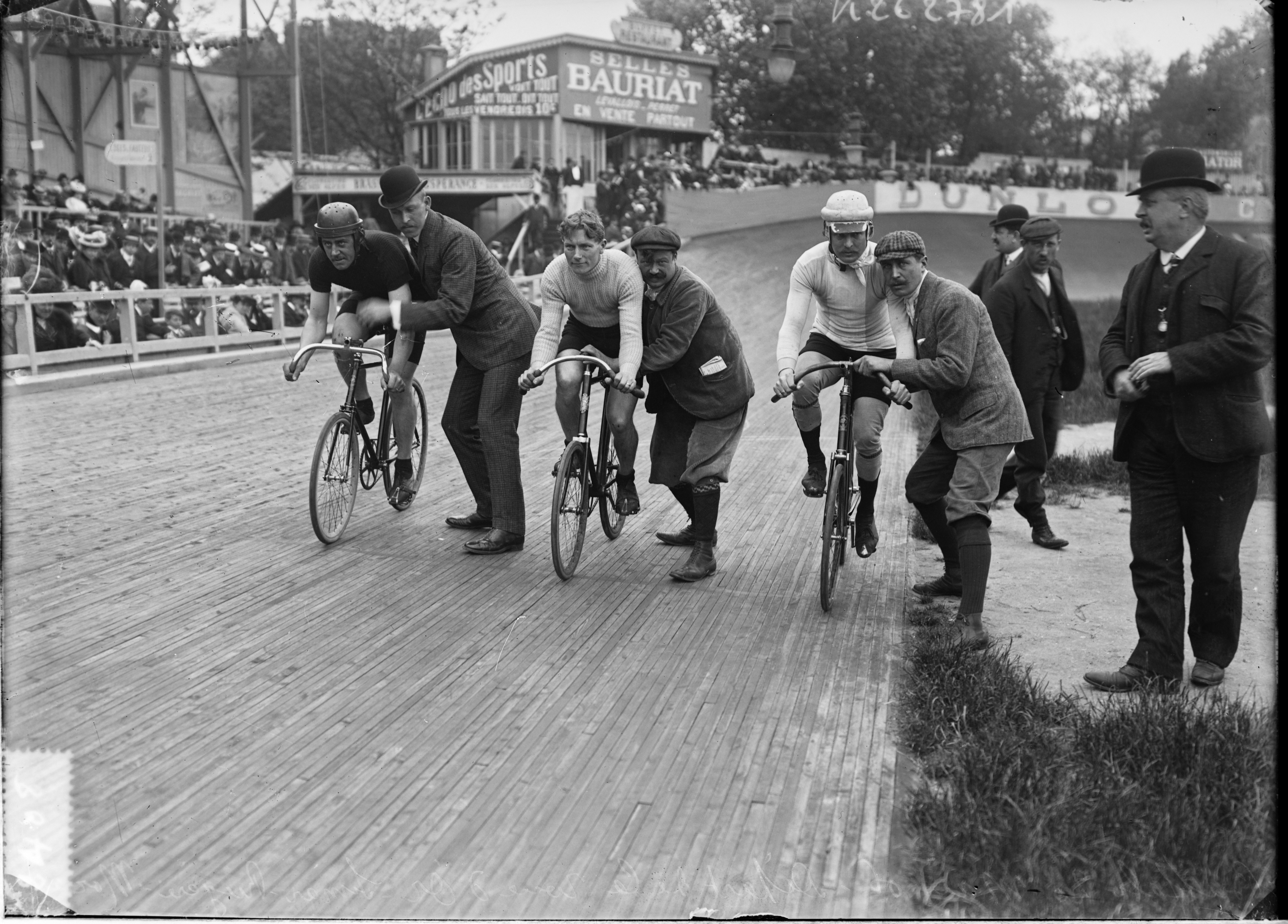
май 1906 гонка за лидером, Франция, велосипедисты в шлемах
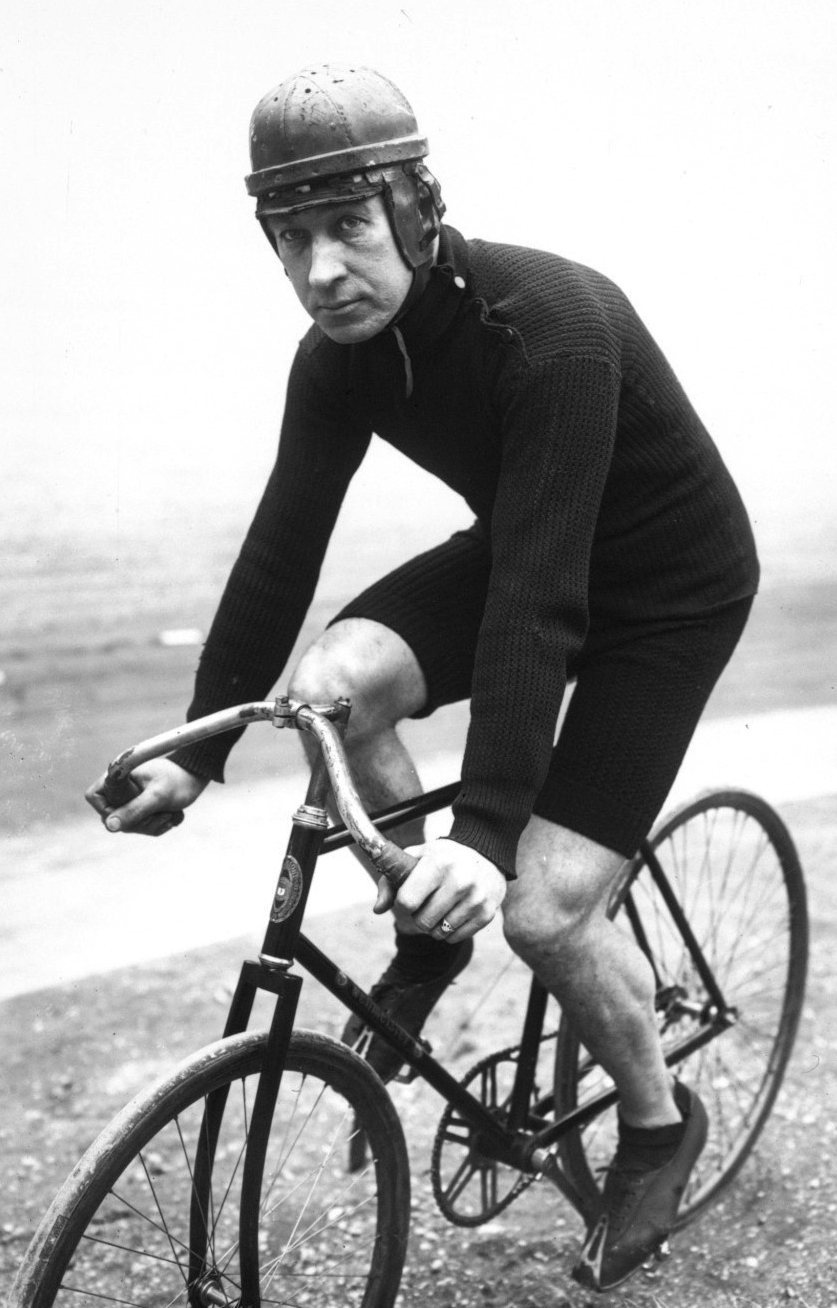
велоспортсмен Нэт Батлер в шлеме 1910 год
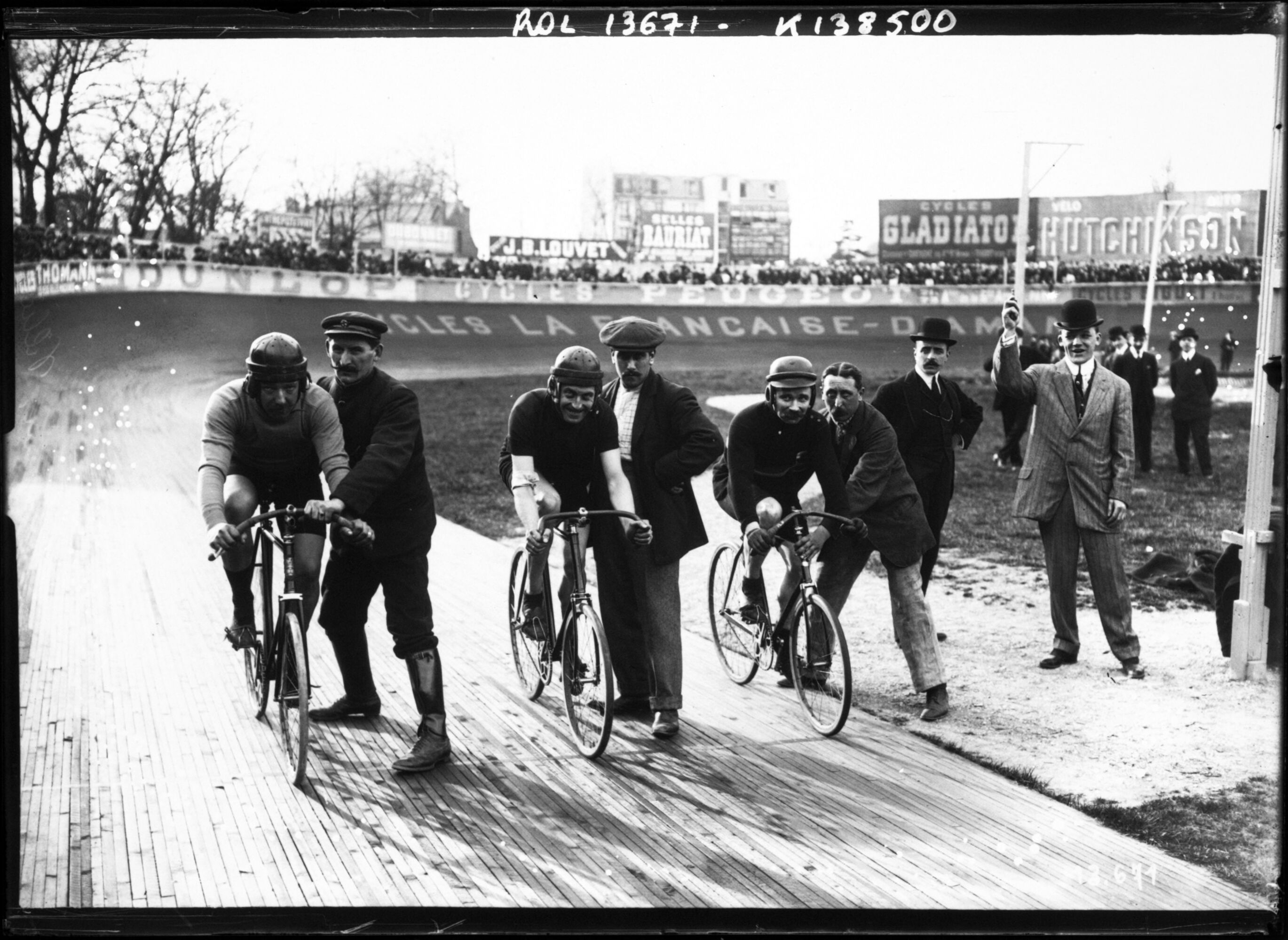
23 апреля 1911, гонка за лидером
велоспортсмены в велошлемах 1938 год
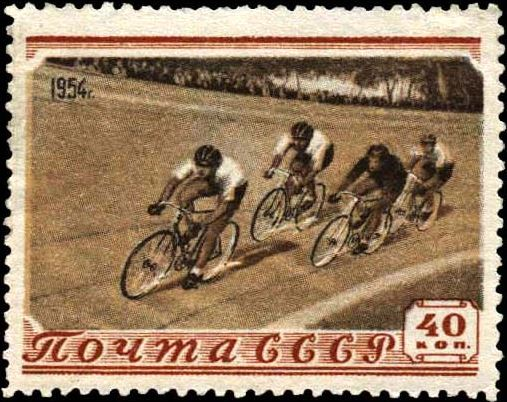
марка СССР 1954 года с велоспортсменами в велошлемах
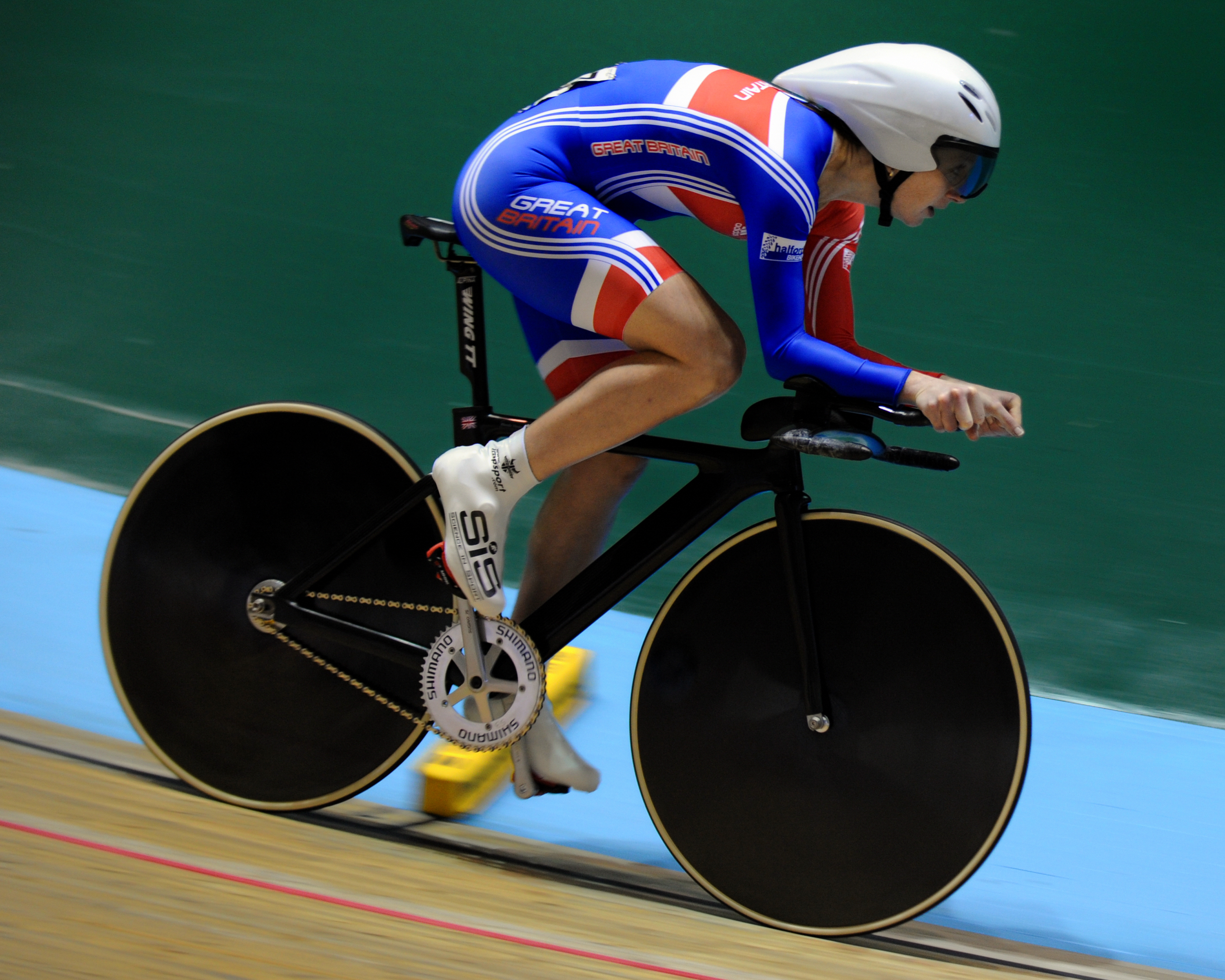
велошлем для велогонок
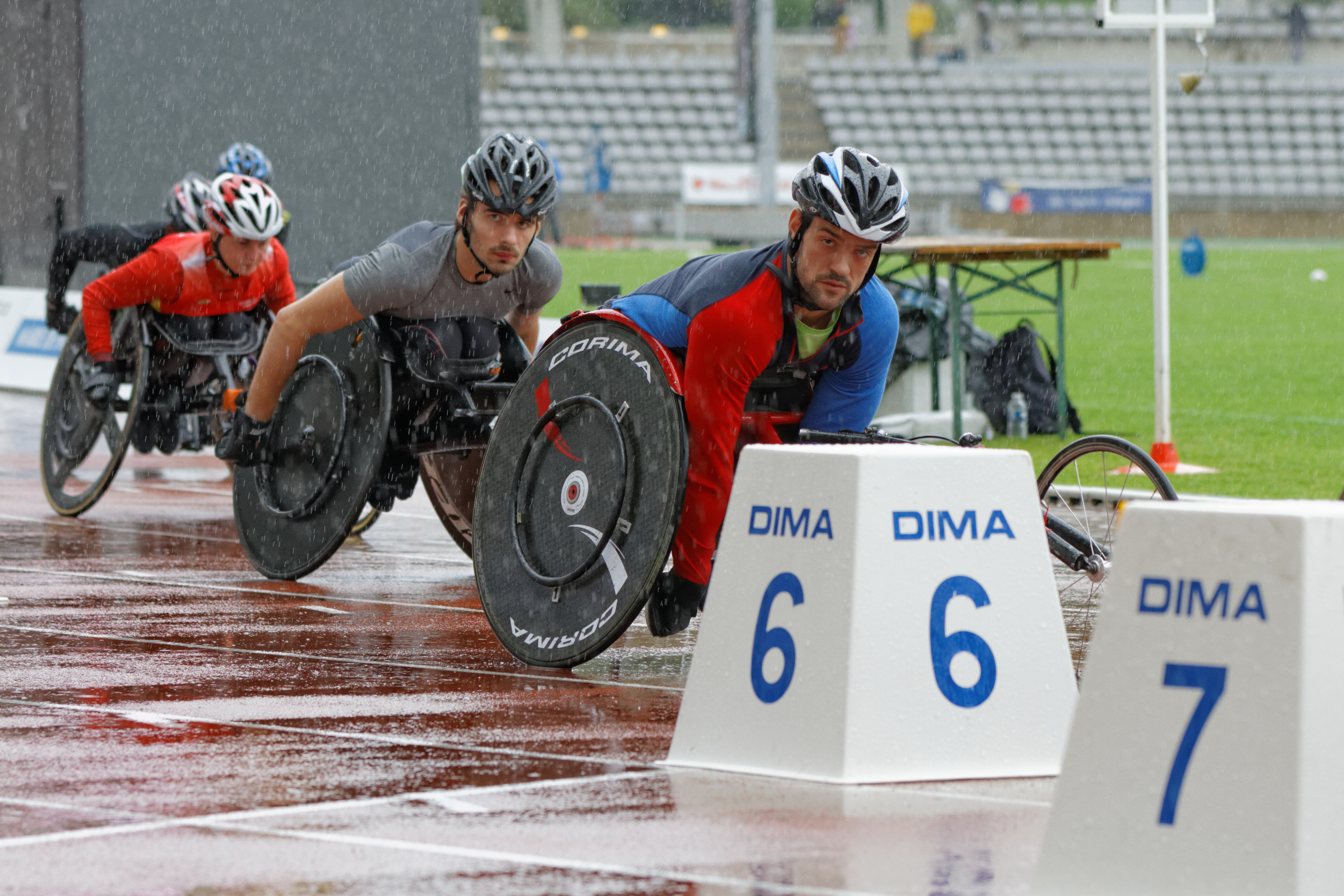
спортсмены-инвалиды (паралимпийцы) используют велошлемы на хэндбайках
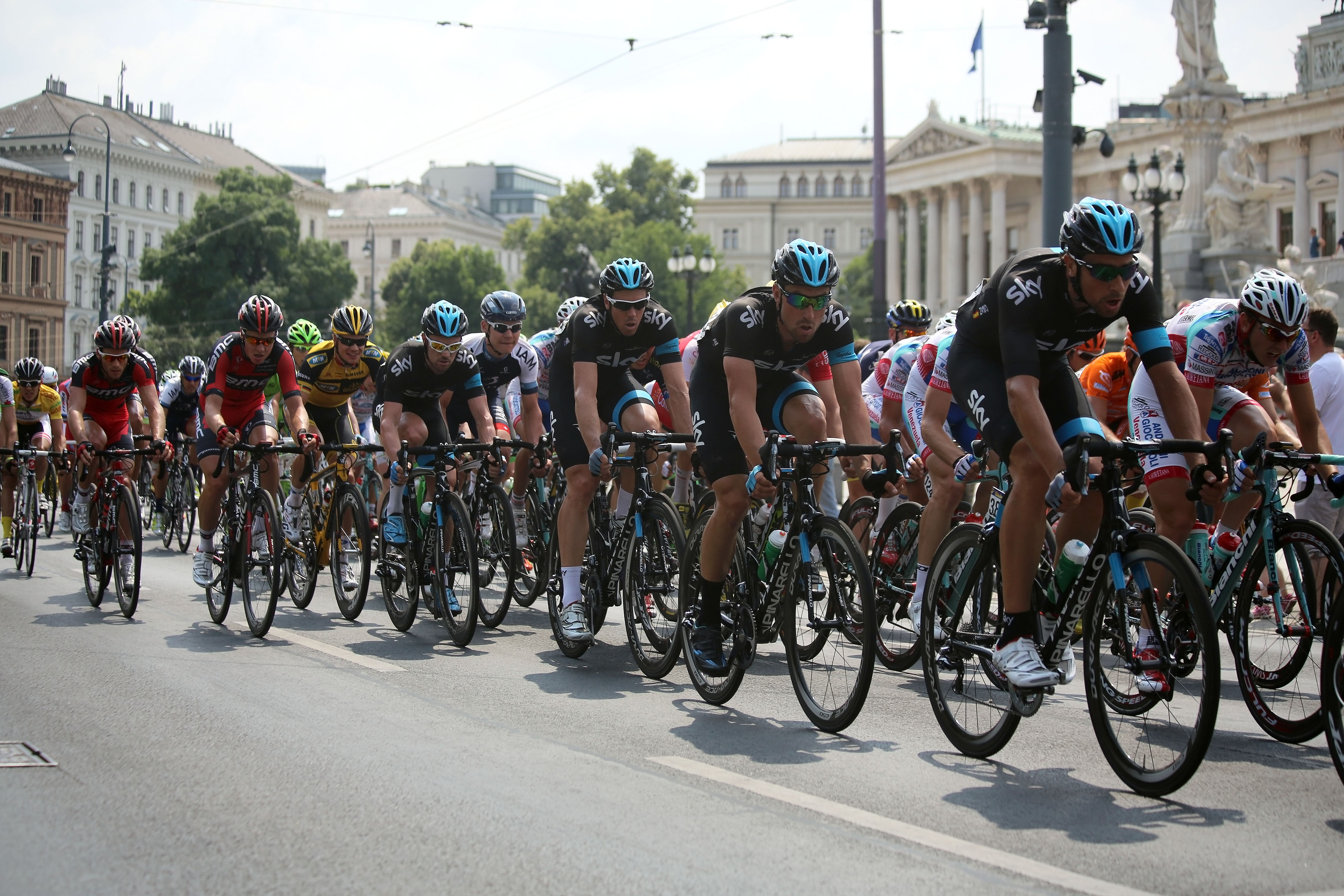
велоспортсмены в велошлемах 2013 год
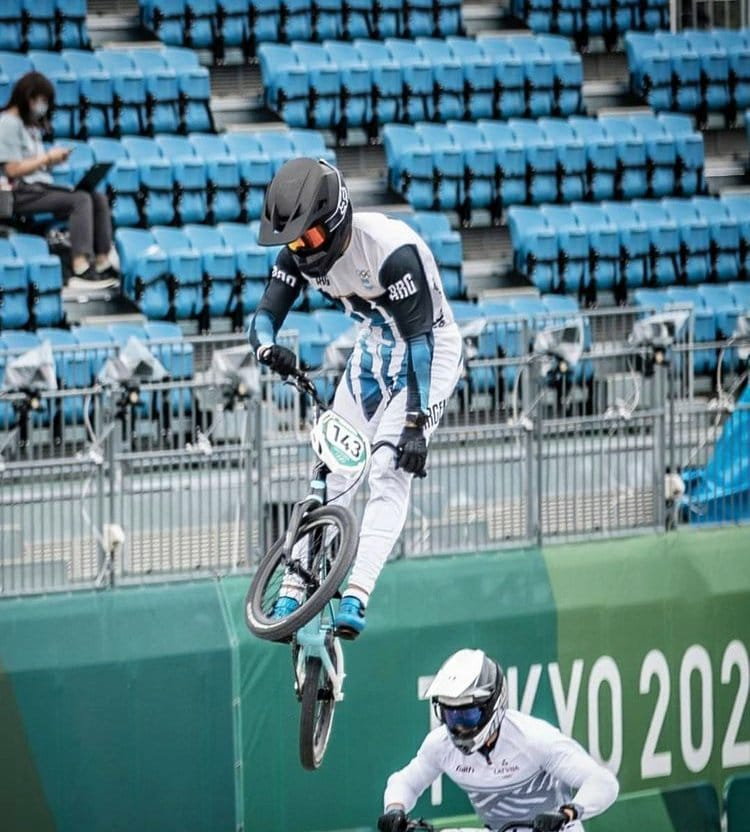
BMX 2020 год